# Bo Pemer
Bo Pemer, före 1970 Hedlund, född 9 juni 1934 i Östersund, död 16 juni 2009 i Göteborg, var en svensk lärare och författare. 
Bo Pemer var son till kyrkoherde Nils Hedlund och Ingrid Pemer, som var lärare och lyriker; hon skrev text till en publicerad vaggvisa med musik av Brita af Geijerstam. Efter föräldrarnas skilsmässa skrev sig modern Pemer-Hedlund. Bo Pemer var kusin med Björn Rosendal och syssling med Mats Pemer. Både fadern och farfadern Per Hedlund hade tjänstgjort i den omtalade prästgården i Borgvattnet.
Bo Pemer gav ut romanen Akta din båt 1978, och uppföljaren Strömdragen 1979, båda på Bokförlaget Forum.
Titlarna är hämtade från Edith Södergrans dikt Vanvettets virvel från 1918, som inleds "Akta din båt för övermänskliga strömdrag".
Bo Pemer är gravsatt på Västra kyrkogården, Göteborg.